# Crush It!
Why Now Is the Time to Cash In on Your Passion (¡Lógrelo! Por qué ahora es el momento de hacer efectivo su pasión), más conocido como Crush It!, es el primer libro del emprendedor estadounidense Gary Vaynerchuk. Publicado el 14 de octubre de 2009, relata como las personas pueden utilizar el poder que ofrece Internet para convertir los intereses de cada uno en negocios reales. Este best seller fue la primera creación de Vaynerchuk, del acuerdo de 10 libros que firmó con HarperCollins, como forma de dar a conocer sus enseñanzas en el marketing digital.

## Argumento
El libro recoge principalmente los pasos que siguió Gary Vaynerchuk para  pasar de la construcción de su  negocio familiar, una tienda de vinos locales, hasta convertirse en un líder de la industria nacional. Relata todos los secretos que uso para dar este grandísimo salto empresarial, que transformó su vida y su potencial de ganancias al crear su propia marca personal.
Una guía paso a paso, recopilando textos motivacionales, para aquellos lectores que busquen convertir sus pasatiempos y pasiones en sus propios negocios empresariales.Desde ideas como amar a la familia, trabajar duro o  medir las cosas por cuanta felicidad te transmiten y no su repercusión económica, nos ofrece un manual de guía para los negocios modernos a través de las posibilidades de vivir de las pasiones,determinar los sustentos y ganarse la vida con lo que cada uno ama hacer.

## Reconocimientos
En tan solo una semana Crush It! consiguió posicionarse como el primer libro en la lista de libros más vendidos de Amazon sobre marketing en Internet. También consiguió ser el número dos en la lista de libros de tapa dura más vendidos sobre asesoramiento en la The New York Times y en la lista de top ventas de  The Wall Street Journal  Del mismo modo, Crush It! logró aparecer en ReadWhite , CBS News  y Psychology Today .